# Selig Brodetsky
Selig Brodetsky   (Olviopol, 10 de febrer de 1888 - Londres, 18 de maig de 1954) va ser un matemàtic i líder sionista nascut a l'imperi Rus i nacionalitzat britànic.

## Vida i Obra
Brodetsky va néixer a Olviopol, en aquella època Imperi Rus i avui Ucraïna, però va ser portat a Londres per la seva família el 1893 amb només cinc anys, ja que el seu pare volia allunyar-se dels pogroms i altres vexacions que rebien els jueus a Rússia. Va rebre la seva educació primària a la Jewish Free School de Whitechapel (Londres), alhora que assistia a les classes de talmud. A l'escola secundària, al centre de Londres, va demostrar una extraordinària habilitat amb les matemàtiques, cosa que li va permetre obtenir una beca per estudiar al Trinity College (Cambridge) entre 1905 i 1908. Amb els seus bons resultats, va obtenir una altra beca per ampliar estudis a la universitat de Leipzig, en la qual es va doctorar el 1913.
El 1914 va tornar a Anglaterra, on va ser nomenat professor de matemàtiques aplicades a Bristol. El 1920 va passar a ser professor a la universitat de Leeds en la qual va romandre fins a la seva retirada el 1948. Es va especialitzar en aerodinàmica teòrica, un camp vital per al desenvolupament de l'aviació. També va escriure sobre la teoria general de la relativitat i sobre Newton, així com obres divulgatives sobre matemàtiques i ciències. El seu llibre The Meaning of Mathematics (El significat de les matemàtiques) (1929) va ser un èxit notable, traduït a diversos idiomes. En haver mort el president de la universitat Hebrea de Jerusalem, Judah Leon Magnes, va ser proposat per ocupar el lloc i es va traslladar a Israel el 1949; però va renunciar el 1952 per raons de salut i per discrepàncies en la gestió del projecte.
Des de la seva joventut, Brodetsky va ser un sionista militant. Quan l'Associació Sionista es va establir a Cambridge el 1907, Brodetsky va ser nomenat secretari. A Leipzig, va exercir de president de l'Organització Sionista d'Estudiants. El 1928 va esdevenir membre del comitè executiu de l'Organització Sionista d'Anglaterra i, a través d'ella, també de l'òrgan de govern de l'Agència Jueva. En aquesta posició va dirigir la lluita contra el Paper Blanc de lord Passfield de 1930. Va ser un partidari lleial de Chaim Weizmann, malgrat la seva total diferència de caràcter. De 1939 a 1949 va ser president de la Junta de Diputats dels Jueus Britànics, el primer jueu d'Europa de l'Est que va exercir aquesta funció.
Va morir pocs anys després de retornar a Londres. Aquests darrers anys va estar anotant les seves memòries que es van publicar en forma de llibre el 1960.